# ATP Challenger Chitré
Das ATP Challenger Chitré (offizieller Name Visit Panama Cup Chitré) war ein Tennisturnier in Chitré, das 2014 einmalig ausgetragen wurde. Das Turnier war Teil der ATP Challenger Tour und wurde im Freien auf Hartplatz ausgetragen.

## Siegerliste

### Einzel
| Jahr | Sieger        | Finalgegner    | Finalergebnis |
| ---- | ------------- | -------------- | ------------- |
| 2014 | Wayne Odesnik | Wang Yeu-tzuoo | 5:7, 6:4, 6:4 |

### Doppel
| Jahr | Sieger                      | Finalgegner                          | Finalergebnis |
| ---- | --------------------------- | ------------------------------------ | ------------- |
| 2014 | Kevin King Juan-Carlos Spir | Alex Llompart Mateo Nicolás Martínez | 7:65, 6:4     |